# 吳桂芳
吳桂芳（1521年—1578年），字子实，别号自湖，更号潭石，江西南昌府新建縣杉林里人，軍籍。中國明朝官員。

## 生平
江西鄉試第二名舉人。嘉靖二十三年（1544年）中式甲辰科會試第二百十三名，登第二甲第二十名進士。授刑部主事，丁继母潘淑人喪歸。服阕，补礼部主事，转祠祭司部中。出为扬州府知府，任满，迁山东临清兵备副使。未几，改山东督学，转广东参政、浙江按察使，三十八年五月升浙江右布政使，九月进左布政使，十一月升都察院右佥都御史、巡抚福建，任命刚下而丁父忧。四十一年十月以原职抚治郧阳，四十二年四月升右副都御史、总理河道，九月升兵部右侍郎、兼右佥都御史、提督两广军务兼理巡抚，奉命征剿和平贼寇李文彪，四十五年九月入为南京兵部右侍郎，闰十月改兵部右侍郎，隆慶元年（1567年）十一月升左侍郎，二年正月以疾乞休，准回籍调理。
万历三年（1575年）十一月起复，以原官总督漕运兼提督军务巡抚凤阳等处地方，开草湾以通海口，筑高邮堤以蓄湖波，六年（1578年）正月升工部尚书兼都察院右副都御史、总理河漕提督军务，次月因病去世，享年58岁，赠太子少保。嘉靖三十四年（1555年），吴桂芳在任扬州府知府期间，主持修筑了扬州新城。

## 家族
曾祖吳世雄；祖父吳珂，省祭官；父吳山。前母葉氏；母舒氏；繼母潘氏。具庆下。弟季芳。

## 延伸阅读
[在维基数据编辑]
 《國朝獻徵錄·卷之五十九》，出自焦竑《國朝獻徵錄》
 《明史卷二百二十三》，出自《明史》